# Liste des gouverneurs des voïvodies polonaises
 (août 2023).
Cette page dresse la liste des gouverneurs actuels des seize voïvodies de la Pologne.

## Gouverneurs des voïvodies
| Voïvodie              | Nom                     | Depuis (le)     |
| --------------------- | ----------------------- | --------------- |
| Basses-Carpates       | Ewa Leniart             | 8 décembre 2015 |
| Basse-Silésie         | Pawel Hreniak           | 8 décembre 2015 |
| Couïavie-Poméranie    | Mikolaj Bogdanowicz     | 8 décembre 2015 |
| Grande-Pologne        | Zbigniew Hoffmann       | 8 décembre 2015 |
| Lodz                  | Zbigniew Rau            | 8 décembre 2015 |
| Lublin                | Przemyslaw Czarnek      | 8 décembre 2015 |
| Lubusz                | Wladyslaw Dajczak       | 8 décembre 2015 |
| Mazovie               | Zdzislaw Sipiera        | 8 décembre 2015 |
| Opole                 | Adrian Czubak           | 8 décembre 2015 |
| Petite-Pologne        | Józef Pilch             | 8 décembre 2015 |
| Podlachie             | Bohdan Józef Paszkowski | 8 décembre 2015 |
| Poméranie             | Dariusz Drelich         | 8 décembre 2015 |
| Poméranie-Occidentale | Piotr Jania             | 8 décembre 2015 |
| Sainte-Croix          | Agata Wojtyszek         | 8 décembre 2015 |
| Silésie               | Jaroslaw Wieczorek      | 8 décembre 2015 |
| Warmie-Mazurie        | Artur Chojecki          | 8 décembre 2015 |

## Gouverneurs par voïvodie

### Basses-Carpates
| Nom | Nom                 | Parti | Dates            | Dates            |
| --- | ------------------- | ----- | ---------------- | ---------------- |
|     | Zbigniew Sieczkos   | AWS   | 1er janvier 1999 | 20 octobre 2001  |
|     | Zdzislaw Siewierski | SLD   | 20 octobre 2001  | 3 mars 2003      |
|     | Jan Stanislaw Kurp  | SLD   | 3 mars 2003      | 30 novembre 2005 |
|     | Ewa Draus           | PiS   | 30 novembre 2005 | 29 novembre 2007 |
|     | Miroslaw Karapyta   | PSL   | 29 novembre 2007 | 2 décembre 2010  |
|     | Malgorzata Chomycz  | PO    | 2 décembre 2010  | 8 décembre 2015  |
|     | Ewa Leniart         | PiS   | 8 décembre 2015  | En fonction      |

### Basse-Silésie
| Nom | Nom                  | Parti | Dates            | Dates            |
| --- | -------------------- | ----- | ---------------- | ---------------- |
|     | Witold Krochmal      | SE    | 1er janvier 1999 | 20 octobre 2001  |
|     | Ryszard Nawrat       | SLD   | 20 octobre 2001  | 21 mars 2003     |
|     | Stanislaw Lopatowski | SE    | 21 mars 2005     | 21 décembre 2005 |
|     | Krzysztof Grzelczyk  | PiS   | 21 décembre 2005 | 29 novembre 2007 |
|     | Rafal Jurkowlaniec   | PO    | 29 novembre 2007 | 28 décembre 2010 |
|     | Aleksander Skorupa   | PO    | 28 décembre 2010 | 11 mars 2014     |
|     | Tomasz Smolarz       | PO    | 11 mars 2014     | 8 décembre 2015  |
|     | Pawel Hreniak        | PiS   | 8 décembre 2015  | En fonction      |

### Couïavie-Poméranie
| Nom | Nom                 | Parti | Dates            | Dates            |
| --- | ------------------- | ----- | ---------------- | ---------------- |
|     | Józef Rogacki       | AWS   | 1er janvier 1999 | 20 octobre 2001  |
|     | Romuald Kosieniak   | SLD   | 20 octobre 2001  | 26 janvier 2006  |
|     | Józef Ramlau        | PiS   | 26 janvier 2006  | 7 novembre 2006  |
|     | Zbigniew Hoffmann   | PiS   | 7 novembre 2006  | 29 novembre 2007 |
|     | Rafal Bruski        | PO    | 29 novembre 2007 | 14 décembre 2010 |
|     | Ewa Mes             | PSL   | 14 décembre 2010 | 8 décembre 2015  |
|     | Mikolaj Bogdanowicz | PiS   | 8 décembre 2015  | En fonction      |

### Grande-Pologne
| Nom | Nom                | Parti | Dates            | Dates            |
| --- | ------------------ | ----- | ---------------- | ---------------- |
|     | Maciej Musiał      | AWS   | 1er janvier 1999 | 20 juin 2000     |
|     | Stanislaw Tamm     | AWS   | 20 juin 2000     | 20 octobre 2001  |
|     | Andrzej Nowakowski | SLD   | 20 octobre 2001  | 5 janvier 2006   |
|     | Tadeusz Dziuba     | PiS   | 5 janvier 2006   | 29 novembre 2007 |
|     | Piotr Florek       | PO    | 29 novembre 2007 | 10 novembre 2015 |
|     | Zbigniew Hoffmann  | PiS   | 8 décembre 2015  | En fonction      |

### Lodz
| Nom | Nom                    | Parti | Dates            | Dates            |
| --- | ---------------------- | ----- | ---------------- | ---------------- |
|     | Michal Kasinski        | AWS   | 1er janvier 1999 | 20 octobre 2001  |
|     | Krzysztof Makowski     | SLD   | 20 octobre 2001  | 13 mai 2004      |
|     | Stefan Krajewski       | SE    | 13 mai 2004      | 26 janvier 2006  |
|     | Helena Pietraszkiewicz | PiS   | 26 janvier 2006  | 29 novembre 2007 |
|     | Jolanta Chelminska     | SE    | 29 novembre 2007 | 8 décembre 2015  |
|     | Zbigniew Rau           | SE    | 8 décembre 2015  | En fonction      |

### Lublin
| Nom | Nom                     | Parti | Dates            | Dates            |
| --- | ----------------------- | ----- | ---------------- | ---------------- |
|     | Krzysztof Michalski     | SE    | 1er janvier 1999 | mars 2000        |
|     | Waldemar Adam Dudziak   | AWS   | mars 2000        | 20 octobre 2001  |
|     | Andrzej Stefan Kurowski | SLD   | 20 octobre 2001  | 7 décembre 2005  |
|     | Wojciech Zukowski       | PiS   | 7 décembre 2005  | 29 novembre 2007 |
|     | Genowefa Tokarska       | PSL   | 29 novembre 2007 | 12 décembre 2011 |
|     | Jolanta Szolno-Koguc    | SE    | 12 décembre 2011 | 11 mars 2014     |
|     | Wojciech Wilk           | PO    | 11 mars 2014     | 11 novembre 2015 |
|     | Przemysław Czarnek      | PiS   | 8 décembre 2015  | En fonction      |

### Lubusz
| Nom | Nom                   | Parti | Dates             | Dates             |
| --- | --------------------- | ----- | ----------------- | ----------------- |
|     | Jan Majchrowski       | AWS   | 1er janvier 1999  | 2000              |
|     | Stanislaw Antoni Iwan | AWS   | 2000              | 20 octobre 2001   |
|     | Andrzej J. Korski     | SLD   | 20 octobre 2001   | 7 juillet 2004    |
|     | Joanna Kasprzak-Perka | SLD   | 7 juillet 2004    | 26 juillet 2004   |
|     | Janusz Gramza         | SE    | 26 juillet 2004   | 5 janvier 2006    |
|     | Marek Ast             | PiS   | 5 janvier 2006    | 15 septembre 2006 |
|     | Wojciech Perczak      | PiS   | 15 septembre 2006 | 29 novembre 2007  |
|     | Helena Hatka          | SE    | 29 novembre 2007  | 12 décembre 2011  |
|     | Marcin Jablonski      | PO    | 12 décembre 2011  | 2 avril 2013      |
|     | Jan Swirepo           | PSL   | 2 avril 2013      | 29 avril 2013     |
|     | Jerzy Ostrouch        | PO    | 29 avril 2013     | 19 décembre 2014  |
|     | Jan Swirepo           | PSL   | 19 décembre 2014  | 27 janvier 2015   |
|     | Katarzyna Osos        | PO    | 27 janvier 2015   | 11 novembre 2015  |
|     | Wladyslaw Dajczak     | PiS   | 8 décembre 2015   | En fonction       |

### Mazovie
| Nom | Nom                | Parti | Dates            | Dates            |
| --- | ------------------ | ----- | ---------------- | ---------------- |
|     | Antoni Pietkiewicz | AWS   | 1er janvier 1999 | 20 octobre 2001  |
|     | Leszek Mizielinski | SLD   | 20 octobre 2001  | 10 janvier 2006  |
|     | Tomasz Kozinski    | PiS   | 10 janvier 2006  | 18 janvier 2007  |
|     | Wojciech Dabrowski | PiS   | 18 janvier 2007  | 1er février 2007 |
|     | Jacek Sasin        | PiS   | 18 janvier 2007  | 29 novembre 2007 |
|     | Jacek Kozlowski    | PO    | 29 novembre 2007 | 8 décembre 2015  |
|     | Zdzislaw Sipiera   | PiS   | 8 décembre 2015  | En fonction      |

### Opole
| Nom | Nom                | Parti | Dates            | Dates            |
| --- | ------------------ | ----- | ---------------- | ---------------- |
|     | Adam Peziol        | AWS   | 1er janvier 1999 | 20 octobre 2001  |
|     | Leszek Pogan       | SLD   | 20 octobre 2001  | 17 février 2003  |
|     | Elzbieta Rutkowska | SLD   | 17 février 2003  | 7 décembre 2005  |
|     | Bogdan Tomaszek    | PiS   | 7 décembre 2005  | 29 novembre 2007 |
|     | Ryszard Wilczynski | PO    | 29 novembre 2007 | 11 novembre 2015 |
|     | Adrian Czubak      | PiS   | 8 décembre 2015  | En fonction      |

### Petite-Pologne
| Nom | Nom               | Parti | Dates             | Dates             |
| --- | ----------------- | ----- | ----------------- | ----------------- |
|     | Ryszard Maslowski | AWS   | 1er janvier 1999  | 20 octobre 2001   |
|     | Jerzy Adamik      | SLD   | 20 octobre 2001   | 21 décembre 2005  |
|     | Witold Kochan     | PiS   | 21 décembre 2005  | 25 septembre 2006 |
|     | Maciej Klima      | PiS   | 25 septembre 2006 | 29 novembre 2007  |
|     | Jerzy Miller      | SE    | 29 novembre 2007  | 14 octobre 2009   |
|     | Stanislaw Sorys   | PSL   | 14 octobre 2009   | 29 octobre 2009   |
|     | Stanislaw Kracik  | SE    | 29 octobre 2009   | 12 décembre 2011  |
|     | Jerzy Miller      | SE    | 12 décembre 2011  | 8 décembre 2015   |
|     | Józef Pilch       | PiS   | 8 décembre 2015   | 2 juin 2017       |
|     | Piotr Cwik        | PiS   | 2 juin 2017       | En fonction       |

### Podlachie
| Nom | Nom                     | Parti | Dates            | Dates            |
| --- | ----------------------- | ----- | ---------------- | ---------------- |
|     | Krystyna Lukaszuk       | SE    | 1er janvier 1999 | 21 octobre 2000  |
|     | Marek Strzalinski       | SLD   | 20 octobre 2001  | 5 janvier 2006   |
|     | Jan Dobrzynski          | PiS   | 5 janvier 2006   | 18 janvier 2007  |
|     | Bohdan Paszkowski       | PiS   | 18 janvier 2007  | 29 novembre 2007 |
|     | Maciej Zywno            | PO    | 29 novembre 2007 | 22 décembre 2014 |
|     | Andrzej Meyer           | PO    | 22 décembre 2014 | 7 octobre 2015   |
|     | Bohdan Józef Paszkowski | PiS   | 8 décembre 2015  | En fonction      |

### Poméranie
| Nom | Nom                   | Parti | Dates            | Dates            |
| --- | --------------------- | ----- | ---------------- | ---------------- |
|     | Tomasz Sowinski       | AWS   | 1er janvier 1999 | 20 octobre 2001  |
|     | Jan Ryszard Kurylczyk | SLD   | 20 octobre 2001  | 26 juillet 2004  |
|     | Cezary Dabrowski      | SLD   | 26 juillet 2004  | 24 janvier 2006  |
|     | Piotr Olowski         | PiS   | 24 janvier 2006  | 26 février 2007  |
|     | Piotr Karczewski      | PiS   | 26 février 2007  | 29 novembre 2007 |
|     | Roman Zaborowski      | PO    | 29 novembre 2007 | 12 décembre 2011 |
|     | Ryszard Stachurski    | PO    | 12 décembre 2011 | 8 décembre 2015  |
|     | Dariusz Drelich       | PiS   | 8 décembre 2015  | En fonction      |

### Poméranie-Occidentale
| Nom | Nom                 | Parti | Dates            | Dates            |
| --- | ------------------- | ----- | ---------------- | ---------------- |
|     | Wladyslaw Lisewski  | AWS   | 1er janvier 1999 | 20 octobre 2001  |
|     | Stanislaw Wziatek   | SLD   | 20 octobre 2001  | 12 décembre 2005 |
|     | Robert Krupowicz    | SE    | 12 décembre 2005 | 29 novembre 2007 |
|     | Marcin Zydorowicz   | PO    | 29 novembre 2007 | 11 mars 2014     |
|     | Marek Talasiewicz   | PO    | 11 mars 2014     | 8 décembre 2015  |
|     | Piotr Jania         | PiS   | 8 décembre 2015  | 7 septembre 2016 |
|     | Krzysztof Kozlowski | PiS   | 7 septembre 2016 | 5 mars 2018      |
|     | Tomasz Hinc         | PiS   | 5 mars 2018      | En fonction      |

### Sainte-Croix
| Nom | Nom                    | Parti | Dates            | Dates            |
| --- | ---------------------- | ----- | ---------------- | ---------------- |
|     | Wojciech Lubawski      | AWS   | 1er janvier 1999 | 20 octobre 2001  |
|     | Wlodzimierz Wójcik     | SLD   | 20 octobre 2001  | 5 janvier 2006   |
|     | Grzegorz Banas         | PiS   | 5 janvier 2006   | 29 novembre 2007 |
|     | Bozentyna Palka-Koruba | SE    | 29 novembre 2007 | 8 décembre 2015  |
|     | Agata Wojtyszek        | PiS   | 8 décembre 2015  | En fonction      |

### Silésie
| Nom | Nom                  | Parti | Dates            | Dates            |
| --- | -------------------- | ----- | ---------------- | ---------------- |
|     | Marek Kempski        | AWS   | 1er janvier 1999 | 7 décembre 2000  |
|     | Wilibald Winkler     | AWS   | 7 décembre 2000  | 20 octobre 2001  |
|     | Lechoslaw Jarzebski  | SLD   | 20 octobre 2001  | 28 décembre 2005 |
|     | Tomasz Pietrzykowski | PiS   | 28 décembre 2005 | 29 novembre 2007 |
|     | Zygmunt Lukaszczyk   | SE    | 29 novembre 2007 | 11 mars 2014     |
|     | Piotr Litwa          | SE    | 11 mars 2014     | 8 décembre 2015  |
|     | Jaroslaw Wieczorek   | PiS   | 8 décembre 2015  | En fonction      |

### Warmie-Mazurie
| Nom | Nom                       | Parti | Dates            | Dates            |
| --- | ------------------------- | ----- | ---------------- | ---------------- |
|     | Zbigniew Babalski         | AWS   | 1er janvier 1999 | 20 octobre 2001  |
|     | Stanislaw Lech Szatkowski | SLD   | 20 octobre 2001  | 16 janvier 2006  |
|     | Adam Supel                | PiS   | 16 janvier 2006  | 18 janvier 2007  |
|     | Anna Szyszka              | SE    | 18 janvier 2007  | 29 novembre 2007 |
|     | Marian Podziewski         | PSL   | 29 novembre 2007 | 8 décembre 2015  |
|     | Artur Chojecki            | PiS   | 8 décembre 2015  | En fonction      |